# シェアシェア
シェアシェア(Share Share)は、パンダをモチーフにしたCBCテレビの公式キャラクターである。
2022年4月から使われているCBCテレビのキャッチコピー「NOW ON SHARE!」に込めた「エリアのみなさんとさまざまな瞬間をわかちあいたい」という思いをキャラクターとしてビジュアル化された。指定年月日は2023年1月1日である。

## 概要
顔とおなかに描かれた吹き出しマークは、TwitterやInstagramなどのSNSでコメントをシェアする時にタップする吹き出しアイコンがモチーフとされている。今後は、番組やイベント、SNSなど、CBCテレビのあらゆるコンテンツに登場する予定。

## 特徴
- 好物：ごはん[1][3]
- 趣味：CBCテレビのチャンネルの「5」がつくものを集めている[1][3]
- 特技：うれしいことから心配なことまで、さまざまな気持ちや瞬間をみんなとシェアすること[1][3]
- 口癖：「シェアわせ～」[1][3]
- 住所：名古屋市中区新栄 CBC上空[1][3]
- 仕事：CBCの公式キャラクター[3]
- 動作：一定時間ごとに腹を叩く仕草を見せている。よく首を横に振っている[4]。

## テーマ曲
テーマ曲は名古屋出身のポップロックバンド「The Best Average」が書き下ろした「NOW ON SHARE!」である。